# Phyllomyza beckeri
Phyllomyza beckeri är en tvåvingeart som beskrevs av Kramer 1920. Phyllomyza beckeri ingår i släktet Phyllomyza och familjen sprickflugor. Inga underarter finns listade i Catalogue of Life.